# Ruptura del tendón de Aquiles
La ruptura del tendón de Aquiles es cuando se rompe el tendón de Aquiles, ubicado en la parte posterior del tobillo. Los síntomas incluyen la aparición repentina de un dolor agudo en el talón. Es posible que se escuche un chasquido cuando el tendón se rompe y se vuelve difícil caminar.

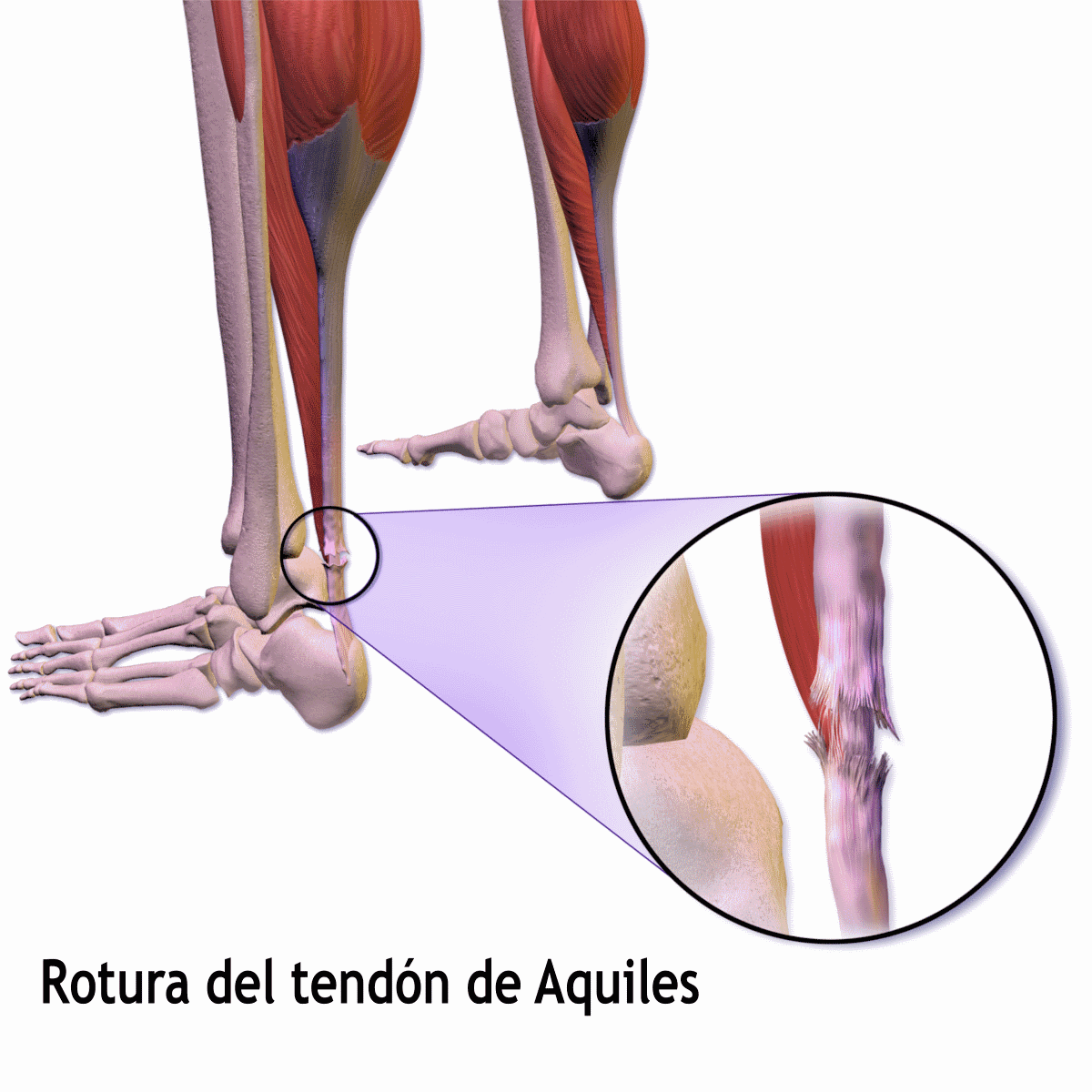

La ruptura generalmente ocurre como resultado de una flexión repentina del pie cuando el músculo de la pantorrilla está enganchado, un traumatismo directo o una tendinitis debido a un largo tiempo de pie. Otros factores de riesgo incluyen el uso de fluoroquinolonas, un cambio significativo en el ejercicio, la artritis reumatoide, gotas o el uso de corticosteroides. Por lo general, el diagnóstico se basa en los síntomas y un examen físico detallado (Exploración física) que está respaldado por imágenes médicas.
Como prevención pueden incluirse estiramientos antes de cualquier actividad física. El tratamiento puede consistir en reparación quirúrgica o enyesado con los dedos de los pies apuntando 
algo hacia abajo. Se puede volver a cargar peso rápido (dentro de 4 semanas) si se ve bien. Mientras que la cirugía tradicionalmente da como resultado una pequeña disminución en el riesgo de una nueva ruptura, el riesgo de otras complicaciones aumenta. Además, la rehabilitación rápida puede eliminar esta diferencia en las rupturas. Si no se realiza el tratamiento adecuado dentro de las 4 semanas posteriores a la lesión, los resultados podrían no ser igual de positivos.
La ruptura del tendón de Aquiles ocurre en aproximadamente en 1 de cada 10 000 personas por año. Los hombres se ven más comúnmente afectados que las mujeres. Esto incluye a personas entre 30 y 50 años. El propio tendón recibió su nombre en 1693 en honor al héroe griego Aquiles.